# 天主教阿纳波利斯教区
天主教阿納波利斯教區（拉丁語：Dioecesis Anapolitana）是巴西一個天主教教區，位於戈亞斯州中部，屬戈亞尼亞總教區。
教區於1966年10月11日成立，2006年有教友268,000人，佔總人口56.8%。有卅六個堂區、司鐸七十八人。現任教區主教為若望·維爾克，輔理主教為迪爾莫·方濟各·德-坎波斯。